# Vincenzo Vitale
Vincenzo Vitale (* 13. Dezember 1908 in Neapel; † 21. Juli 1984 ebenda) war ein italienischer Pianist und Musikpädagoge.

## Leben und Werk
Vincenzo Vitale studierte am Conservatorio di Musica S. Pietro di Majella (bei Beniamino Cesi und Gennaro Napoli) und an der École Normale de Musique de Paris bei Alfred Cortot.
Er wirke als Lehrer für Klavier an den Konservatorien in Udine (1932 bis 1936), Palermo (1936 bis 1942) und Neapel (1942 bis 1970). 1970 wurde er an das Conservatorio di Musica S. Cecilia in Rom berufen.
1944 gründete er das Orchestra Napoletana da Camera, das seit 1949 der Associazone A. Scarlatti angegliedert ist. 1955 rief er die Gazetta musicale di Napoli ins  Leben. Vitale veröffentlichte 31 Sonate von Domenico Cimarosa (Mailand 1971) und Beiträge in der nRMI (Nuova Rivista Musicale Italiana).